# Ademuz
Ademuz (valencianisch Ademús) ist eine Gemeinde im Norden der Provinz Valencia, in der Valencianischen Gemeinschaft in Spanien. Sie ist Hauptort der Comarca Rincón de Ademuz, einer Exklave der Valencianischen Gemeinschaft, die im Norden von der Provinz Teruel in Aragonien und im Süden von der Provinz Cuenca (Kastilien-La Mancha) umgeben ist.

## Sehenswürdigkeiten
- Kapelle Nuestra Señora de la Huerta, erbaut im 14. Jahrhundert (Bien de Interés Cultural)